# Нгакараму
Нгакаравму — ఙ, нга, 18-я буква слогового алфавита телугу, обозначает велярный носовой согласный, произносится как первое n в слове mignonette /ˌminyəˈnet/. Хотя буква и встречается в некоторых общеупотребительных словах, обычно на письме она заменяется на знак носализации анусвара: ం, например అంగం /aṅgaṁ/. В названии కారం (cāram) означает буквально «буква», «-му» — суффикс существительного, опускаемый в санскрите, но обязательный в телугу. В словаре слов начинающихся на эту букву нет. Относится к десяти согласным, в которых короткая гласная «а» слышится, но никогда не записывается, и потому надстрочный знак для «а» талакатту здесь не используется. Код юникода — U+0C19.
- Нгаватту (подписная)
- Тьенг нго (кхмерская нгаватту)